# Rasmus Besthorn
Rasmus Olsen Besthorn, född den 29 oktober 1847 i Hillerød, död den 20 augusti 1921, var en dansk orientalist och tidningsman.
Besthorn blev 1867 student, ägnade sig åt orientaliska studier och skaffade sig levebröd som tidningsman, avlade 1880 filologisk ämbetsexamen och blev 1889 filosofie doktor på en avhandling om Ibn-Zaidin. Åren 1881–1921 skötte han utrikesavdelningen i Nationaltidende och senare i Berlingske Tidende. 
Besthorn utgav tillsammans med J.L. Heiberg) Codex leidensis, en arabisk handskrift med stor betydelse för matematikens historia, samt skrev Alexander III og Nicolaus II (1895), Den store Krigs Mænd (1916) och Aarsagerne til Verdenskrigen (1918).